# Улица Газеты «Звезда»
У́лица Газе́ты «Звезда́» — одна из центральных улиц Перми. Начинается у Камы и располагается относительно неё перпендикулярно. Находится в Ленинском и Свердловском районах, между улицами Окулова и Белинского.
Старое название — Оханская, и находилась, как и сегодня, между бывшей Набережной улицей (Окулова) и 1-й Загородной улицей (Белинского).

## История
Первоначальное название получила по городу Оханску. Исторический облик улица сохраняет в северной части, здесь расположены её главные достопримечательности. Остальные кварталы застроены жилыми домами, в основном периода середины 1950-х — середины 1960-х годов. Строительство продолжается до сих пор, на улице вырастают высотные здания.
Современное название получила в середине XX века, названа в честь главной областной газеты «Звезда». Переименование состоялось в ознаменование 20-летнего юбилея газеты — 16 июня 1940 года. Есть сведения, что идея назвать одну из улиц Перми в честь газеты «Звезда» принадлежала Аркадию Гайдару — он высказал её уезжая из Перми в 1927 году и имея в виду предстоящий 10-летний юбилей газеты.

## Исторические места
В самом начале улицы (дом № 2) стоит здание бывшей духовной консистории, сейчас — спортивный диспансер. На углу улиц Газеты «Звезда» и Ленина расположен один из самых крупных и примечательных памятников архитектуры города Перми — здание Духовного училища, ныне здесь размещён Пермский государственный институт культуры. Первоначально в здании размещалось Духовное мужское училище, с 1925 года — школа № 25, с 1938 — горсовет, позже — горисполком, а с 1975 года — институт культуры. На фронтоне стоит дата «1885 г.» — это дата перестройки здания и придания ему современного архитектурного облика. В 1918 году, когда Пермь была захвачена Колчаком, он разместил здесь свою контрразведку.
Напротив института культуры — школа № 17 (с углублённым преподаванием математики). В 1842 году земля и дом принадлежали пароходчику И. Ф. Любимову, затем его сыну М. И. Любимову, который передал здание Торговой школе в 1901 году.
На противоположной стороне расположено здание фармацевтического института. Ныне это восстановленная Рождество-Богородицкая церковь (Ленина, 48, Газеты «Звезда», 17). Финансировал её строительство купец В. Г. Лапин, которому принадлежала эта территория. Церковь была освящена в 1789 году. В советские годы с неё были убраны купола и шпили, в архитектурном плане она имела черты стиля барокко.
На углу улиц Газеты «Звезда» и Пермской находится здание, выделяющееся архитектурным обликом из окружающей среды. Это — работа А. Б. Турчевича. Здание построено в стиле модерн, из красного кирпича, и соединяет в себе мотивы готики и русского стиля. Прежде здесь размещалась приходская школа, теперь — вечерняя школа № 7.
Улицу в середине прерывает парк имени Горького. Возле парка с северной стороны историческая застройка прекращается, появляются современные высотные дома. За парком улица продолжается и идёт до улицы Белинского — здесь типовая застройка, в основном из пятиэтажных домов, особых достопримечательностей нет.
- Дом 23 по ул. Газеты "Звезда" в 1999 г.
- Вечерняя школа №7 в 1999 г.